# ألفان إس. هاربر
ألفان إس. هاربر (بالإنجليزية: Alvan S. Harper)‏ هو مصور أمريكي، ولد في 1847، وتوفي في 1911.